# Юозас Балтушіс
Балтушис Юозас (лит. Juozas Baltušis; справжнє ім'я і прізвище — Альбертас Юозенас; *27 квітня 1909, Рига, Російська імперія — 4 лютого 1991, Вільнюс) — литовський радянський письменник і громадський діяч.

## Творчість
Друкується з 1932. В 1959-67 — заступник Голови Президії Верховної Ради Литовської РСР. 
Автор збірок оповідань, новел і нарисів «Тиждень починається добре» (1940), «Біла конюшина» (1943), «Про що в пісні не співається» (1959), «Валюсі потрібен Алексас» (1965), дорожніх нотаток «Стежками батьків і братів» (1967), п'єс «Співають півні» (1947) і «Рано-вранці» (1956). У романі «Продані літа» (т. 1-2, 1957-69) зображує соціальні конфлікти і побут старого литовського села. 
Нагороджений 2 орденами Трудового Червоного Прапора, іншими орденами та медалями.

## Українські переклади
- «Співають півні». К., 1954;
- «Продані літа». К., 1972.[5]
- «Валюсє потрібен Алексас» (у перекладі Надії Непорожньої) // «Литовське радянське оповідання» (К.: «Дніпро», 1981. — С. 35-48; серія «Радянські оповідання»).